# Atentado de Río Francés de 2024
El atentado de Río Francés ocurrió el 24 de diciembre de 2024 en una mina formal perteneciente a la localidad homónima en el distrito de Pataz, en el departamento de La Libertad. El suceso dejo como saldo cinco muertos.

## Antecedentes
Pataz es una zona rica en recursos mineros, principalmente la minería de oro, lo que le llevó a convertirse en un área conflictiva entre, por un lado el Gobierno peruano y corporaciones mineras formales y por otro lado, mineros ilegales que a su vez se enfrentan entre sí.
Por la situación en Pataz, la presidencia de Dina Boluarte declaró en febrero de 2024 el Estado de emergencia en algunas provincias de La Libertad, en la que se incluía la provincia de Pataz. El entonces presidente del Consejo de Ministros, Alberto Otárola expresó lo siguiente:

El crecimiento de la minería ilegal en Pataz es descontrolado. Nos enfrentamos a 20 bandas organizadas (...) Por ello, conjuntamente con las autoridades regionales y locales, haremos frente a esta ola delincuencial.

En sucesos recientes, en el mes de noviembre del mismo año se registró otro atentado cometido contra una pequeña empresa informal minera que dejó cuatro muertos y un herido. El 23 de diciembre, un día antes del ataque, cinco trabajadores de una compañía minera fueron secuestrados, el paradero de dichas personas es desconocido.

## Desarrollo
El 24 de diciembre, a horas de Nochebuena, el personal de la mina Río Francés se encontraban realizando los preparativos navideños por lo que se había relajado la seguridad de los alrededores. La mina se encuentra en un socavón que fue alterado por una explosión de origen desconocido que provocó un derrumbe descontrolado y sepultando a cinco personas.
La Policía Nacional del Perú (PNP) acudió al lugar del ataque y rescató el cuerpo de Hosler Castro Fernández de 18 años quien murió en el acto, los demás fueron declarados como desaparecidos y se iniciaron las labores de búsqueda y rescate, el 30 de diciembre del mismo año el Instituto Nacional de Defensa Civil informó que se encontraron los cuerpos de las otras víctimas, identificadas como Levy Castro Fernández, José Yorbil Castillo Castro, Agustín Cibas Leiva y Luis Miguel Ambulay Pasapera.
La minera informó que todas las víctimas eran originarias de Cutervo en el departamento de Cajamarca, a excepción de Ambulay que provenía del departamento de Piura.

## Reacciones
El Gobierno peruano en su conjunto calificó la explosión y los hechos posteriores como un atentado terrorista, por tener similitud con otros incidentes similares en la región que incluye a la disputa minera. Las autoridades también relacionaron el secuestro del 23 de diciembre, como una ante salada al atentado del 24 del mismo año.